# Radohova vas, Pivka
Radohova Vas (v starejših virih Rodohova vas, nemško Rodockendorf, italijansko Rodoccova) je nekdanje samostojno naselje, ki je danes del mesta Pivka v jugozahodni Sloveniji.

## Geografija
Radohova vas leži jugovzhodno od središča Pivke, ob vznožju Primoža (nadmorska višina 718 m).

## Zgodovina
Radohova Vas je bila leta 1955 priključena Pivki in s tem izgubila status samostojnega naselja.

## Cerkev
Cerkev v Radohovi vasi je posvečena svetemu Lovrencu. Stoji na manjši vzpetini v središču naselja. Cerkev je iz srednjega veka in ima eno ladijo. V pisnih virih je prvič omenjena leta 1526, med leti 1657 in 1659 je bila predelana. Pred vhodom so leta 1749 zgradili zvonik z visoko šilasto streho, leta 1876 pa ga predelali. Osmerokotni kor s tremi traki ima poznorokokojske oboke v gotskem slogu, ladja pa raven strop.

## Pomembni ljudje
Pomembne osebnosti, ki so se rodile ali živele v Radohovi vasi so:
- Stanley Žele, (1895–1966), raziskovalec izseljenstva in ilustrator[3][6]